# Natalie Press
Natalie Press (Londra, 15 agosto 1980) è un'attrice britannica.

## Biografia
Nel 2005  è stata candidata come miglior attrice all'European Film Awards per la sua interpretazione nel film My Summer of Love. 

## Filmografia parziale

### Cinema
- Wasp, regia di Andrea Arnold - cortometraggio (2004)
- My Summer of Love, regia di Paweł Pawlikowski (2004)
- Chromophobia, regia di Martha Fiennes (2005)
- Red Road, regia di Andrea Arnold (2006)
- Nightwatching, regia di Peter Greenaway (2007)
- Fifty Dead Men Walking, regia di Kari Skogland (2008)
- Cass, regia di Jon S. Baird (2008)
- Knife Edge - In punta di lama (Knife Edge), regia di Anthony Hickox (2009)
- Ill Manors, regia di Ben Drew (2012)
- Suffragette, regia di Sarah Gavron (2015)

### Televisione
- Holby City – serie TV, episodio 4x07 (2001)
- Testimoni silenziosi (Silent Witness) – serie TV, episodi 8x03-8x04 (2004)

## Doppiatrici italiane
Nelle versioni in italiano dei suoi film, Natalie Press è stata doppiata da: 
- Monica Bertolotti in Red Road
- Valentina Mari in My Summer of Love
- Chiara Gioncardi in Suffragette